# Dvorec Zapuže
Dvorec Zapuže (nemško Schnekenbüchel) stoji v naselju Mirna v občini Mirna.

## Zgodovina
Dvorec Zapuže je prvič omenjen leta 1578. Dvorec je verjetno pozidan na lokaciji predhodnega dvora omenjenega leta 1436. Danes je predelan v stanovanjsko hišo.